# Анан (Токусіма)

Ана́н (яп. 阿南市, あなんし, МФА: [anaɴ ɕi̥]?) — місто в Японії, в префектурі Токусіма. Розташоване в східній частині префектури, на березі каналу Кії.    Отримало статус міста 1958 року. Площа становить 279,47 км². Станом на 1 серпня 2012 року населення складало 75 337  осіб, густота населення — 270 осіб/км².     

## Уродженці
- Цутіхасі Юкі (* 1980) — японська футболістка, захисниця.